# Todd Helton
Todd Lynn Helton (Knoxville, 20 de agosto de 1973) é um ex-jogador americano de beisebol. Foi primeira-base do Colorado Rockies de 1997, quando começou sua carreira na Major League Baseball até 2013 quando encerrou a carreira. É o maior ídolo na história da franquia.

## Feitos
- Nº 10 na história da MLB em porcentagem em base, .430.
- 5 vezes no Jogo das Estrelas.
- 3 vezes ganhador da Luva de Ouro (2002, 2003 e 2004).
- Rebateu pelo ciclo (19 de junho de 1999).
- Helton é o único jogador na história da MLB a ter mais de 100 rebatidas extrabase em temporadas consecutivas: 103 em 2000 e 105 em 2001. Os únicos dois outros jogadores a fazê-lo duas vezes em suas carreiras, mas não consecutivamente, foram Lou Gehrig (1927 [117] e 1930 [100]) e Chuck Klein (1930 [107] e 1932 [103]).
- Helton é um dos quatro únicos jogadores na história da MLB (Klein em 1929 e 1930, Jimmie Foxx em 1932 e 1933 e Gehrig em 1930 e 1931) a ter 400 bases totais em temporadas consecutivas (405 em 2000 e 402 em 2001). Gehrig teve 400 bases totais em quatro temporadas (1927, 1930, 1931 e 1934), e Klein o fez uma vez mais (1932). Os outros jogadores a terem 400 bases totais duas vezes, mas não consecutivamente, foram Babe Ruth (1921 e 1927), Rogers Hornsby (1922 e 1929) e Sammy Sosa (1998 e 2001).
- Helton é um dos cinco únicos jogadores na história da MLB (o primeiro na Liga Nacional) a ter pelo menos 200 rebatidas, 40 home runs, 100 RBIs, 100 corridas, 100 rebatidas extrabase e 100 walks em uma temporada (2000). Os outros a fazê-lo foram Babe Ruth (1921), Lou Gehrig (1927 e 1930), Jimmie Foxx (1932) e Hank Greenberg (1937).
- Único jogador na história da MLB a rebater 35 ou mais duplas em pelo menos 10 temporadas consecutivas (1998-).
- Líder da história do Colorado Rockies em porcentagem em base (.430), jogos disputados (1.578), vezes ao bastão (5.663), aparições na plate (6.758), corridas (1.104), rebatidas (1.878), bases totais (3.304), duplas (455), home runs (103), RBIs (1.087), walks (980), simples (1.089), corridas criadas (1.459), rebatidas extrabases (789), vezes em base (2.906), flies de sacrifício (61) e walks intencionais (162).